# Mingzhao Deqian
Mingzhao Deqian (chiń. 明招德謙 pinyin Míngzhāo Déqiān; kor. 명초덕겸 Myŏngch’o Tŏkkyŏm; jap. Myōshō Tokken; wiet. Minh Chiêu Đức Khiêm ) – chiński mistrz chan nauczający w tradycji południowej szkoły chan. Znany był także jako Mingzhao Mingwang.

## Życiorys
Był uczniem i spadkobiercą mistrza chan Luoshana Daoxiana. Żył i nauczał w Wuzhou (obecnie jest to miasto Jinhua w prowincji Zhejiang). W Wudeng Huiyuan zanotowano, że jego szybki i ostry styl nauczania spowodował u współczesnych strach przed jego znakomitymi umiejętnościami w walkach Dharmy. Mingazao nauczał w Wuzhou przez czterdzieści lat.
Mingzhao wskazał na malowidło na ścianie i spytał mnicha: „Jaki to jest bóg?”
Mnich odparł: „Dobroczynny bóg broniący Dharmy”.
Mingzhao powiedział: „Gdzie on się udał podczas prześladowań przez Hui Changa?”
Mnich nie odpowiedział.
Mingzhao powiedział mnichowi, aby spytał o to służącego Yana. Yan powiedział: „W jakiej kalpie spotkałeś się z tym problemem?”
Mnich opowiedział to mistrzowi. Mingzhao powiedział: „Bądźcie wyrozumiali dla służącego Yana. Kiedyś będzie on przewodniczył kongregacji tysiąca, a więc jaki jest z tego pożytek?”
Mnich pokłonił się i ponownie zadał to pytanie Mingzhao.
Mingzhao powiedział: „Udał się wszędzie”.
Gdy Mingzhao był bliski śmierci, wszedł do sali, aby pożegnać się z mnichami i dać im ostatnie nauki.
Mnich spytał: „Mistrzu, gdzie będziesz za sto lat?”
Mingzhao podniósł jedną stopę i powiedział: „Patrz pod moją stopę.”
Około północy powiedział do służącego: „Kiedyś podczas zgromadzenia na górze Sępa, Tathagata Siakjamuni uniósł obie stopy i one wyemitowały sto promieni błyszczącego światła”.
Następnie Mingzhao uniósł swoją stopę i powiedział: „Ile ja mam?”
Służący powiedział: „Dawniej Siakjamuni. Dziś w nocy – mistrz.”
Mingzhao wskazał na brwi służącego i powiedział: „Ty mnie nie opuszczasz?”
Następnie Mingzhao wyrecytował wiersz:
| Błyszczące ostrze ukazuje wspaniałość klasztornego kompleksu. Wszyscy z was, chrońcie go dobrze. W ogniu żelazny wół rodzi cielę. W tym krytycznym momencie, kto zbierze moje nauki? |

Po wyrecytowaniu tego wiersza Mingzhao siadł ze skrzyżowanymi nogami i zmarł. W klasztorze wybudowano stupę.
Mistrz ten występuje w 48 gong’anie z Księgi Błękitnej Skały oraz w gong’anie 87 z Congrong lu.

## Linia przekazu Dharmy zen
Pierwsza liczba oznacza liczbę pokoleń mistrzów od 1 Patriarchy indyjskiego Mahakaśjapy.
Druga liczba oznacza liczbę pokoleń od 28/1 Bodhidharmy, 28 Patriarchy Indii i 1 Patriarchy Chin.
- 36/9. Tianhuang Daowu (748–807)
  - 37/10. Longtan Chongxin (782–865)
    - 38/11. Deshan Xuanjian (819–914)
      - 39/12. Yantou Quanhuo (828–887)
        - 40/13. Luoshan Daoxian (bd)
          - 41/14. Mingzhao Deqian (bd)
          - 41/14. Daning Daokuan (bd)
          - 41/14. Zingbing (845–919)